# Rijksgraaf
Een rijksgraaf (Duits: Reichsgraf) was een graaf in het Heilige Roomse Rijk die alleen verantwoording schuldig was aan het Rijk en de keizer en dus rijksvrijheid genoot. De rijksgraven waren in colleges met een collectieve stem als rijksstanden vertegenwoordigd op de Rijksdag. Na de Reichsdeputationshauptschluss in 1803, waarin de meeste rijksgraven gemediatiseerd werden, en de opheffing van het Rijk in 1806 bleef een aantal geslachten van voormalige rijksgraven de titel "rijksgraaf" als adellijke titel voeren.

## Geschiedenis
De Duitse keizer verhief vele gebieden tot rijksgebieden, waardoor ze meer vrijheden kregen. Zo werden de heren van sommige gebieden ook verheven tot rijksgraaf. De rijksgraven behoorden tot de rijksstanden en werden dus als college vertegenwoordigd in het Duitse parlement, de Rijksdag, bijvoorbeeld de graven van de Westfaalse gravenbank. Toen de keizer na 1600 veel nieuwelingen tot rijksgraaf verhief, ontstond er een tweedeling. Enkel de nieuwe graven die over een rijksgebied heersten werden toen nog toegelaten tot het college van de Rijksdag. Sommige rijksgraven werden door de keizer alsnog toegelaten zonder rijksgebied, dit waren de personalisten.
Voorbeelden van rijksgraafschappen waren:
- Rekem (1623 tot Franse Revolutie)
- Wittem (1684 tot Franse Revolutie)
- Gronsveld (1588 tot Franse Revolutie)
- Kerpen-Lommersum (1712 tot Franse Revolutie)
- Schleiden
- Holzappel
- Hallermund
- Spiegelberg
- Friedberg-Scheer

## Titel tegenwoordig
Ook nadat het keizerrijk was opgeheven (1806), bleven sommige geslachten de titel rijksgraaf voeren. Ze wilden zich zo onderscheiden van de families die later door de Duitse vorsten tot graaf werden verheven.
De Nederlandse families Van Aldenburg Bentinck en Van Rechteren Limpurg ontlenen het recht om zich rijksgraaf te noemen aan hun vroegere bezit in Duitsland, een gemediatiseerd rijksgraafschap. Van Limburg Stirum was in het bezit van een puur rijksgraafschap en maakt deel uit van een nog oudere adel dan de eerste twee geslachten.
In België dragen meerdere families de titel van Rijksgraaf (Comte du Saint-Empire) waaronder de prinselijke familie De Mérode die afkomstig is uit het Westfaalse plaatsje Merode nabij Aken. Andere grote huizen zoals de hertogen van Arenberg en Croÿ-Dülmen behoren tot de rijksvorstenstand. De twee laatsten behoren tot de gemediatiseerden.